# Talkin' 2 Myself
Talkin' 2 Myself è un brano musicale J-pop della cantante giapponese Ayumi Hamasaki pubblicato come suo quarantaduesimo singolo il 19 settembre 2007. Il singolo contiene due tracce inedite, un remix del precedente singolo Fated, e le versioni strumentali delle prime due tracce. Si tratta del ventinovesimo singolo alla prima posizione della classifica Oricon, infrangendo il precedente record del maggior numero di singoli alla vetta della classifica giapponese per un'artista donna. Le percussioni sia in Talkin' 2 Myself che in Decision' sono suonate da Andy Selway del gruppo KMFDM.

## Tracce
CD Single
1. Talkin' 2 Myself "Original mix" (Ayumi Hamasaki, Nakano Yuta, HΛL)
2. Decision "Original mix" (Ayumi Hamasaki, Nakano Yuuta)
3. Fated "Orchestra version" (Ayumi Hamasaki, Shintaro Hagiwara, Akihisa Matsuura)
4. Talkin' 2 Myself "Original mix -Instrumental-"
5. Decision "Original mix -Instrumental-"

DVD
1. Talkin' 2 Myself (PV)
2. Decision (PV)

## Classifiche
| Classifica (2007)                        | Posizione più alta |
| ---------------------------------------- | ------------------ |
| Oricon Weekly Singles Chart              | 1                  |
| iTunes Japan Top Songs:                  | 2                  |
| Recochoku Chaku-Uta                      | 1                  |
| Recochoku Chaku-Uta Melody               | 1                  |
| Recochoku Chaku-Uta All                  | 1                  |
| Mu-mo Song Download Chart                | 1                  |
| Dwango Truetone Ringtones (Chaku Uta)    | 1                  |
| Dwango Polyphonic Ringtones (Chaku Mero) | 1                  |